# Опсада замка Такато
Опсада замка Такато (јап. 高遠城の戦い) била је једна од последњих битака клана Такеда против снага Ода Нобунаге. Једино упориште клана Такеда у провинцији Шинано које је пружило било какав отпор Нобунагиној последњој инвазији на домен Такеда (фебруара 1582), замак је освојен на јуриш 2. марта 1582.

## Позадина
Рат клана Такеда против Ода Нобунаге почео је 1572. битком код Микатагахаре, где је Такеда Шинген, господар провинција Каи, Шинано и Суруга, победио комбиноване снаге Ода Нобунаге и Токугава Ијејасуа у провинцији Тотоми.
Шингенов наследник Такеда Кацујори је одлучно поражен у бици код Нагашина (1575), изгубивши више од 10.000 људи и своје најспособније генерале. Међутим, захваљујући Нобунагином ангажовању на другим фронтовима (углавном његовом рату против Ико-Икија 1570-1580), Такеда Кацујори је успео да очува породичне поседе и до 1582. клан Такеда се и даље сматрао локалном силом у источном Јапану, држећи провинције Каи, Шинано и Суруга. Међутим, до тада је њихова снага у великој мери потрошена на више од 10 година рата са Ода Нобунагом и Токугава Ијејасуом: њихови ратници били су расути у малим гарнизонима дуж непријатељских граница, сељаци исцрпљени регрутацијом и прекомерним опорезивањем, а њихове присталице и савезници обесхрабрени и колебљиви. Тако, када је наступило време коначног обрачуна, Нобунага је имао 15 најбогатијих провинција у Јапану против три сиромашне и исцрпљене провинције клана Такеда.

### Нобунагин поход на Шинано
1. фебруара 1582. (по лунарном календару) Кисо Јошимаса, један од вазала Такеда у провинцији Шинано, пребегао је у Ода Нобунаги. У одговор, 2. фебруара Такеда Кацујори и његови генерали напустили су своју престоницу близу Кофуа у Каију и ушли у Шинано са око 15.000 људи, утврдивши се код Суве. 3. фебруара, Ода Нобунага је одлучио да изврши инвазију на Такеда домен са свих страна: Токугава Ијејасу је требало да нападне провинцију Суруга, Хоџо Уђимаса је имао да нападне из Кантоа, а Нобунагин наследник Ода Нобутада из Миноа. Утврде Такеда на граници Миноа пале су издајом 6. фебруара и већ 12. фебруара Ода Нобутада је ушао у провинцију Шинано, предводећи трупе из Миноа и Оварија, напредујући ка североистоку. Уз пут, Такеда замкови Мацуо и Ида су се предали без борбе (14. фебруара), а неки заповедници су пребегли Ода Нобутади, пре свих Огасавара Нобумине из Мацуа. Једина борба је вођена код замка Јагохара (16. фебруара), где је клан Такеда изгубио око 40 самураја. Замак Ошима даље на североистоку је пао без борбе, док је локално становништво из провинције Шинано похрлило Нобутадиној војсци и поздравило их као ослободиоце.
У међувремену, 25. фебруара, главна тврђава Такеда у Суруги предала се издајом свог команданта Анајама Баисецуа, сестрића Такеда Шингена, који је до тада био један од главних вазала клана Такеда. Пошто су Нобунагине снаге стигле до средишта провинције Шинано без икаквог отпора, а главне присталице Такеда у Шинану и Суруги пребегле непријатељу, 28. фебруара Такеда Кацујори се повукао из Шинана у своју матичну провинцију Каи, како би заштитио замак Шинпу, нову престоницу клана Такеда. Кацујори је преселио своје седиште у замак Шинпу у децембру 1581, пошто је стара престоница Такеда у Кофу-у била практично неодбрањива - не замак већ обична једноспратна великашка палата брањена само једним шанцем (коју је изградио Кацујоријев деда Такеда Нобутора 1519), пошто су се главари Такеда из претходних генерација у одбрани ослањали на своју коњицу, а не на утврђења.

## Битка
Првог марта 1582, војска Ода Нобутаде стигла је до замка Такато у источном Шинану, који је бранио Такеда Моринобу (такође познат као Нишина Моринобу), пети син чувеног Такеда Шингена. Такато је био чврста планинска тврђава заштићена стрмим литицама са три стране (осим позади) и реком Фуђисава која је штитила источни и северни прилаз: пут који је водио до главне капије био је тешко проходан чак и за једног јахача.
Иако су браниоци у великој мери рачунали на природне препреке за одбрану замка, војска Ода Нобунаге имала је издајнике из клана Такеда на својој страни: тако је издајник Огасавара Нобумине из Мацуоа одвео нападаче до газа у реци Фуђисава низводно и показао им пут до најмањег заштићене задње стране замка.
У зору 2. марта 1582. године, док је део војске Ода напао главну капију да привуче браниоце, остатак војске је напао позадину замка. После неколико сати битке испред главне капије, преостали браниоци су се повукли у замак. У међувремену, Ода Нобутада са својим телохранитељима срушио је палисаду на задњој страни и провалио у унутрашњост замка. У дворишту и зградама замка уследила је жестока битка, а браниоци су се борили до последњег, укључујући жене и децу (супруга самураја Сува Шоемона је забележена у Хроници господара Нобунаге по својој невиђеној борби мачем, док је један дечак из уског пролаза кухиње замка оборио бројне нападаче својим луком).
У очајничкој борби, последњи самураји клана Такеда су побили своје жене и децу, а онда јуришали на непријатеља, борећи се до смрти. Према Хроници господара Нобунаге, посечено је више од 400 непријатељских глава (укључујући Такеда Моринобу-а, чија је глава послата Ода Нобунаги у Гифу), док су нападачи претрпели велике губитке у мртвима и рањенима.

## Последице
Након пада замка Такато 2. марта, преостали гарнизони клана Такеда у провинцији Шинано предали су се без борбе, а војска Ода Нобутаде стигла је до западне границе провинције Каи, постојбине клана Такеда. У исто време, Токугава Ијејасу је упао у Каи из провинције Суруга са југа, водећи издајника Анајама Генбу као водича. У међувремену, Такеда Кацујори и његова војска од 10-15.000 у замку Шимпу су рачунали да ће замак Такато издржати још неко време, тако да је брз пад те моћне тврђаве за само један дан изазвао огромну панику међу присталицама Такеда. И генерали и обични војници били су паралисани жељом да евакуишу своје породице и децу док је непријатељска војска од 40-50.000 нападала Каи са југа и истока, тако да нико није мислио на одбрану, него се цела војска разбежала у паници: свега 500-600 самураја је остало са Такеда Кацујоријем у Синпу-у. Тако је у зору 3. марта (у час Зеца, око 6 сати ујутро) Кацујори запалио замак Синпу и побегао на исток са својом породицом, остављајући много талаца из свих важнијих породица са својих поседа да изгоре у замку. Кацујоријеву групу су сустигле и уништиле снаге Ода осам дана касније, у бици код села Тано (11. марта 1582), што је означило коначни пад клана Такеда.
У међувремену, Ода Нобутада је 7. марта 1582. заузео Кофу, стару престоницу Каија, и похватао и погубио сву породицу,  родбину и старије вазале Такеда Катсујорија. Сви преостали самураји из три провинције Суруга, Каи и Шинано похрлили су у Кофу и заклели се на верност Нобутади, предавши таоце, а суседна провинција Козуке предала се без борбе  .